# James Martinez
James Martinez, född den 14 november 1958 i Osseo, Minnesota, är en amerikansk brottare som tog OS-brons i lättvikt i den grekisk-romerska klassen 1984 i Los Angeles.